# Plesder
Plesder est une commune française située dans le département d'Ille-et-Vilaine en région Bretagne, peuplée de 778 habitants.

## Géographie

### Communes limitrophes
|                                   | Saint-Hélen (Côtes-d'Armor) | Saint-Pierre-de-Plesguen (Mesnil-Roc'h) |
| Les Champs-Géraux (Côtes-d'Armor) | Plesder                     | Pleugueneuc                             |
| Évran (Côtes-d'Armor)             | Trévérien                   |                                         |

### Hameaux, écarts, lieux-dits
- la Touche
- la Ferrière
- la Saudraye
- la Colombière
- la Haute-ville
- Beaulieu

### Hydrographie
Pour un article plus général, voir Réseau hydrographique d'Ille-et-Vilaine.
La commune est située dans le bassin Loire-Bretagne. Elle est drainée par le ruisseau de Coëtquen, le Brice,,.
Le ruisseau de Coëtquen, d'une longueur de 17 km, prend sa source dans la commune  et se jette  dans la Rance entre Pleudihen-sur-Rance et La Ville-ès-Nonais, après avoir traversé quatre communes. 

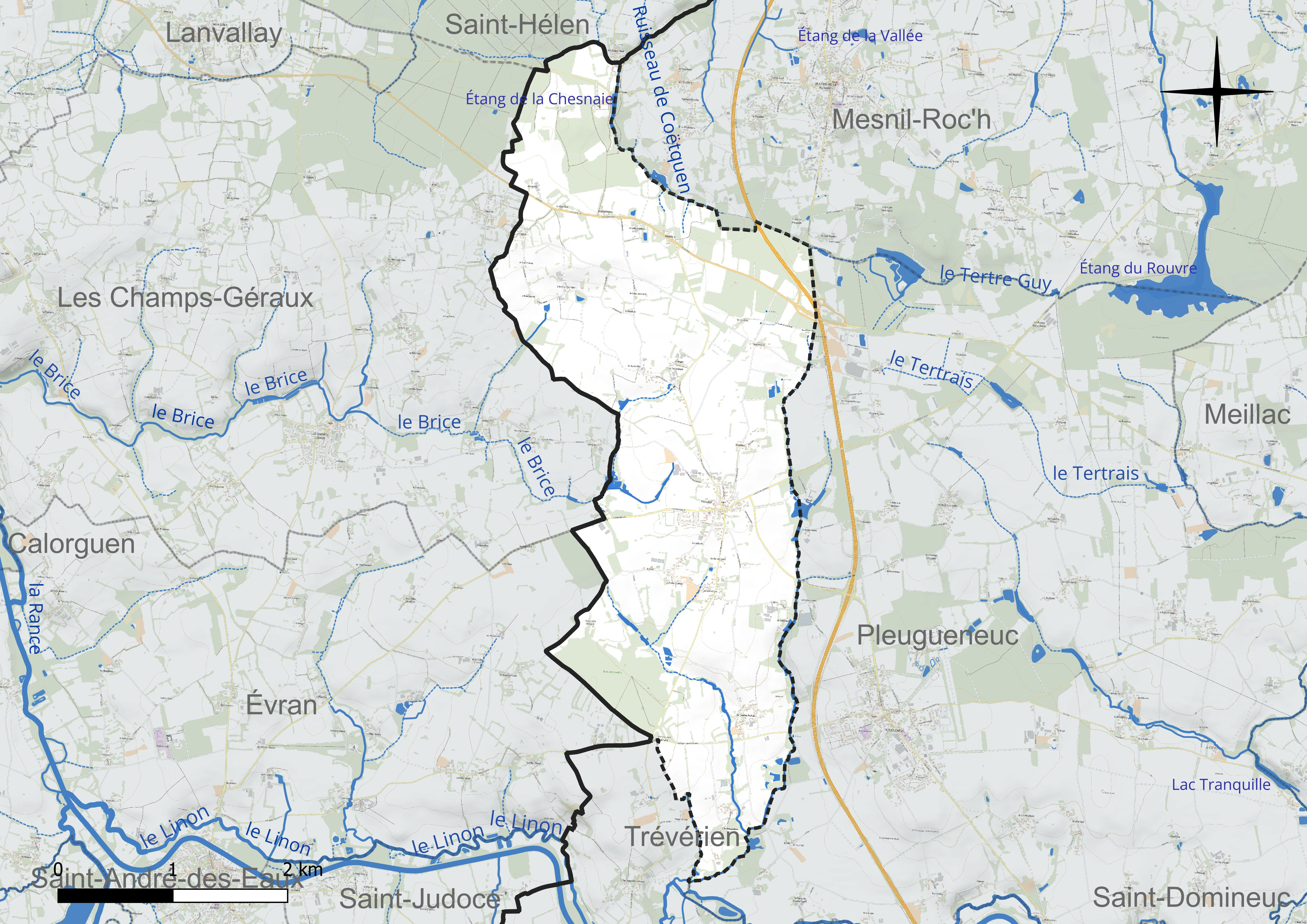
Réseau hydrographique de Plesder.

Un plan d'eau complète le réseau hydrographique : l'étang de la Chesnaie, d'une superficie totale de 10,1 ha (0,66 ha sur la commune),.

### Climat
Pour des articles plus généraux, voir Climat de la Bretagne et Climat d'Ille-et-Vilaine.
En 2010, le climat de la commune est de type climat océanique altéré, selon une étude du CNRS s'appuyant sur une série de données couvrant la période 1971-2000. En 2020, Météo-France publie une typologie des climats de la France métropolitaine dans laquelle la commune est exposée à un climat océanique et est dans la région climatique  Bretagne orientale et méridionale, Pays nantais, Vendée, caractérisée par une faible pluviométrie en été et une bonne insolation. Parallèlement l'observatoire de l'environnement en Bretagne publie en 2020 un zonage climatique de la région Bretagne, s'appuyant sur des données de Météo-France de 2009. La commune est, selon ce zonage, dans la zone « Intérieur Est », avec des hivers frais, des étés chauds et des pluies modérées.  
Pour la période 1971-2000, la température annuelle moyenne est de 11,4 °C, avec une amplitude thermique annuelle de 12,2 °C. Le cumul annuel moyen de précipitations est de 745 mm, avec 12 jours de précipitations en janvier et 6,8 jours en juillet. Pour la période 1991-2020, la température moyenne annuelle observée sur la station météorologique la plus proche, située sur la commune du Quiou à 9 km à vol d'oiseau, est de 11,6 °C et le cumul annuel moyen de précipitations est de 757,4 mm,. Pour l'avenir, les paramètres climatiques de la commune estimés pour 2050 selon différents scénarios d'émission de gaz à effet de serre sont consultables sur un site dédié publié par Météo-France en novembre 2022.

## Urbanisme

### Typologie
Au 1er janvier 2024, Plesder est catégorisée commune rurale à habitat dispersé, selon la nouvelle grille communale de densité à sept niveaux définie par l'Insee en 2022.
Elle est située hors unité urbaine et hors attraction des villes,.

### Occupation des sols
L'occupation des sols de la commune, telle qu'elle ressort de la base de données européenne d'occupation biophysique des sols Corine Land Cover (CLC), est marquée par l'importance des territoires agricoles (80,9 % en 2018), en diminution par rapport à 1990 (86,5 %). La répartition détaillée en 2018 est la suivante : 
terres arables (47,6 %), zones agricoles hétérogènes (29,1 %), forêts (13,5 %), zones urbanisées (5,5 %), prairies (4,2 %). L'évolution de l'occupation des sols de la commune et de ses infrastructures peut être observée sur les différentes représentations cartographiques du territoire : la carte de Cassini (XVIIIe siècle), la carte d'état-major (1820-1866) et les cartes ou photos aériennes de l'IGN pour la période actuelle (1950 à aujourd'hui).

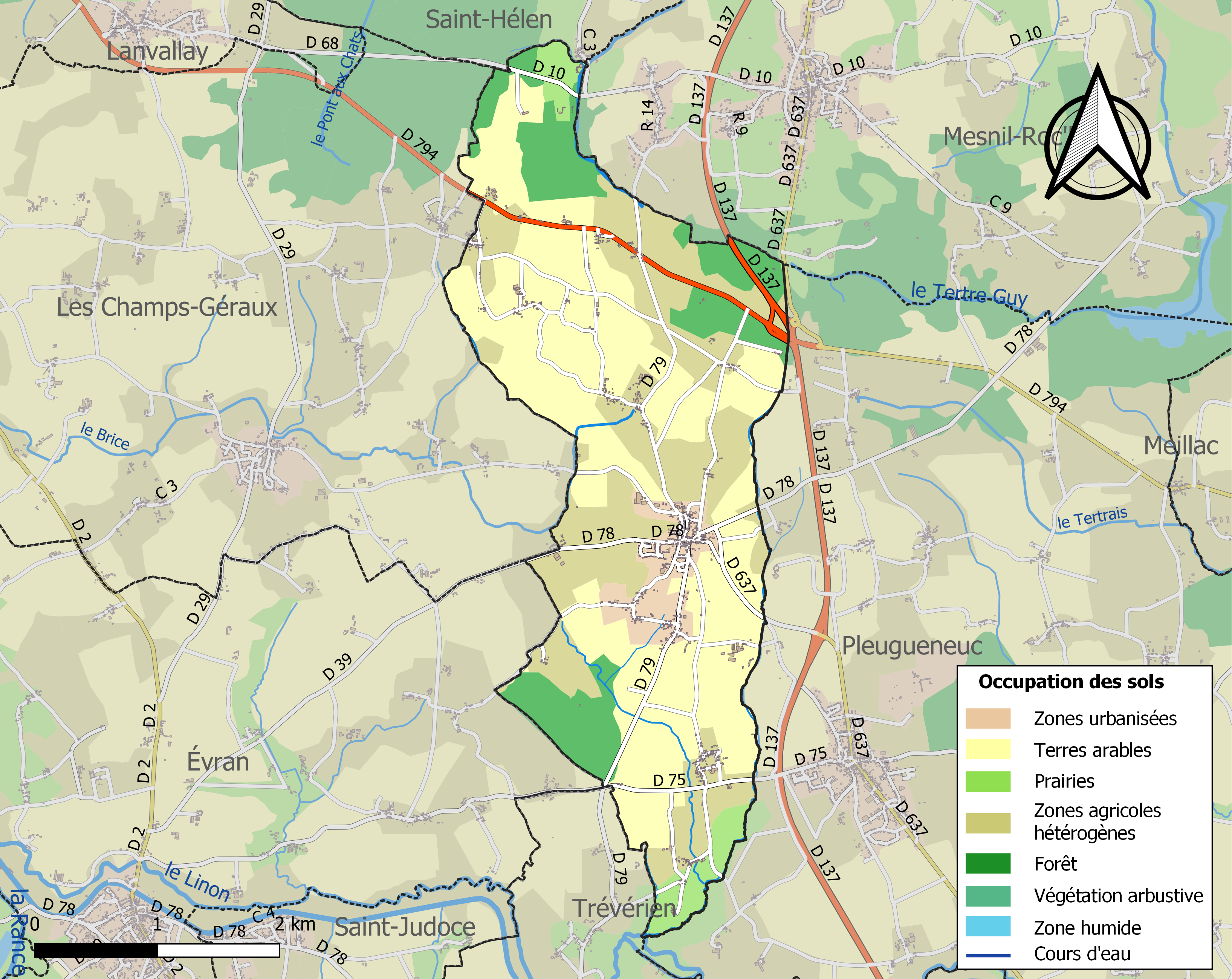
Carte des infrastructures et de l'occupation des sols de la commune en 2018 (CLC).

## Toponymie
Les formes attestées de la commune sont Pleeder en 1197, Pleeder en 1251 et Pleder en 1513 et 1516.
Le premier élément Ple(s)- représente l'ancien breton ploev > ploe « église pouvant baptiser », puis « paroisse », emprunté au latin plebs, plebis (cf. Plou).
Albert Dauzat a rapproché Plesder de Plouider (Finistère), en invoquant l'existence d'un saint Eder pour expliquer le second élément -eder > -esder. Or Plouider est un ancien Plebs Desiderii (XIIe – XIIIe siècle), Ploedider (vers 1330), Plouedidier (1422), c'est-à-dire Plou Didier. Ce qui n'est manifestement pas le cas de Plesder.
En outre, Marc Décéneux écrit : « La seconde partie est un nom de saint fondateur où patron primitif de l'église. Comme il n'existe pas de Saint Eder, il doit s'agir de saint Edern; dans ce cas, le n final aura disparu dès le XIIe siècle, comme à Guer (56), écrit Wern en 836, ou Plouer (22), écrit Ploern en 1179. Saint Edern est très vénéré dans le Finistère, où on le fête le 30 août ; son culte ne semble pas s'être répandu vers l'est. Mais outre le saint Edern breton, il existe aussi un saint gallois du même nom, dont la fête est le 11 novembre. Or ce même jour est célébré Saint-Martin, patron de l'église de Plesder. On peut donc penser que le prestigieux saint gaulois, au Moyen-âge, a pris la place, à la faveur de la coïncidence de date, du vieux saint celtique aujourd'hui complètement oublié à Plesder »[réf. nécessaire].
5,8 % des toponymes de la commune sont d'origine britonnique. Durant le haut Moyen-Âge, Plesder était située dans une zone que J.-Y. Le Moing présente comme la Haute Bretagne médiane, c'est-à-dire une zone correspondant au recul du breton, qui n'y était pas la langue majoritaire, sur 1 000 ans.
La forme bretonne actuelle proposée par l'Office public de la langue bretonne est Pleder.
Le gentilé est Plesderois.

## Histoire
La paroisse de Plesder faisait partie du doyenné de Dol relevant de l'évêché de Dol et était sous le vocable de Saint-Martin.
Les dîmes de la paroisse sont au bénéfice de l'abbaye Notre-Dame du Tronchet.

## Politique et administration

### Rattachements administratifs et électoraux
Plesder appartient à l'arrondissement de Saint-Malo et au canton de Combourg depuis le redécoupage cantonal de 2014. Avant cette date, elle faisait partie du canton de Tinténiac.
Pour l'élection des députés, la commune fait partie de la troisième circonscription d'Ille-et-Vilaine, représentée depuis février 2020 par Claudia Rouaux (PS-NFP). Auparavant, elle a successivement appartenu à la circonscription de Saint-Malo (Second Empire), la 2e circonscription de Saint-Malo (IIIe République), la 6e circonscription (1958-1986) et la 2e circonscription (1988-2012).

### Intercommunalité
Depuis le 6 décembre 1995, Plesder appartient à la communauté de communes Bretagne Romantique. Cette intercommunalité a succédé à l'association pour le développement économique du Combournais puis au SIVOM des cantons de Combourg, Tinténiac et Pleine-Fougères, fondé en décembre 1979, auquel appartenait la commune.

### Administration municipale
Le nombre d'habitants au dernier recensement étant compris entre 500 et 1 499, le nombre de membres du conseil municipal est de 15.

### Liste des maires
| Période                                  | Période                   | Identité            | Étiquette | Qualité                                         |
| ---------------------------------------- | ------------------------- | ------------------- | --------- | ----------------------------------------------- |
| Les données manquantes sont à compléter. |                           |                     |           |                                                 |
| 1815                                     | 1821                      | Louis de Lorgeril   |           | Agronome Député d'Ille-et-Vilaine (1828 → 1830) |
| Les données manquantes sont à compléter. |                           |                     |           |                                                 |
| ?                                        | décembre 1946 (décès)     | François Hulbert    |           | Marchand de bois                                |
| 1947                                     | 1950 (décès)              | Toussaint Arribard  | Rad ind   | Cultivateur                                     |
| juin 1950                                | mars 1965                 | Marie-Ange Prioult  |           | Ancien adjoint                                  |
| mars 1965                                | juin 1995                 | Maurice Delahaye    |           | Ancien commerçant, maire honoraire              |
| juin 1995                                | mars 2008                 | Jean-Pierre Mondy   | PRG       | Instituteur                                     |
| mars 2008                                | En cours (au 27 mai 2020) | Évelyne Simon-Glory | DVD       | Rédactrice territoriale                         |

### Jumelages
- Ahorn (Allemagne) depuis 2000.

## Démographie
L'évolution du nombre d'habitants est connue à travers les recensements de la population effectués dans la commune depuis 1793. Pour les communes de moins de 10 000 habitants, une enquête de recensement portant sur toute la population est réalisée tous les cinq ans, les populations de référence des années intermédiaires étant quant à elles estimées par interpolation ou extrapolation. Pour la commune, le premier recensement exhaustif entrant dans le cadre du nouveau dispositif a été réalisé en 2004.
En 2022, la commune comptait 778 habitants, en évolution de −2,14 % par rapport à 2016 (Ille-et-Vilaine : +5,46 %, France hors Mayotte : +2,11 %).
| 1793 | 1800 | 1806 | 1821 | 1831 | 1836 | 1841 | 1846 | 1851 |
| ---- | ---- | ---- | ---- | ---- | ---- | ---- | ---- | ---- |
| 456  | 649  | 855  | 697  | 798  | 811  | 855  | 899  | 924  |

| 1856 | 1861 | 1866 | 1872 | 1876 | 1881 | 1886 | 1891 | 1896 |
| ---- | ---- | ---- | ---- | ---- | ---- | ---- | ---- | ---- |
| 920  | 896  | 920  | 912  | 956  | 956  | 918  | 876  | 902  |

| 1901 | 1906 | 1911 | 1921 | 1926 | 1931 | 1936 | 1946 | 1954 |
| ---- | ---- | ---- | ---- | ---- | ---- | ---- | ---- | ---- |
| 856  | 840  | 852  | 735  | 753  | 713  | 712  | 712  | 716  |

| 1962 | 1968 | 1975 | 1982 | 1990 | 1999 | 2004 | 2006 | 2009 |
| ---- | ---- | ---- | ---- | ---- | ---- | ---- | ---- | ---- |
| 712  | 670  | 615  | 517  | 527  | 569  | 604  | 607  | 692  |

| 2014 | 2019 | 2022 | - | - | - | - | - | - |
| ---- | ---- | ---- | - | - | - | - | - | - |
| 769  | 781  | 778  | - | - | - | - | - | - |

## Lieux et monuments

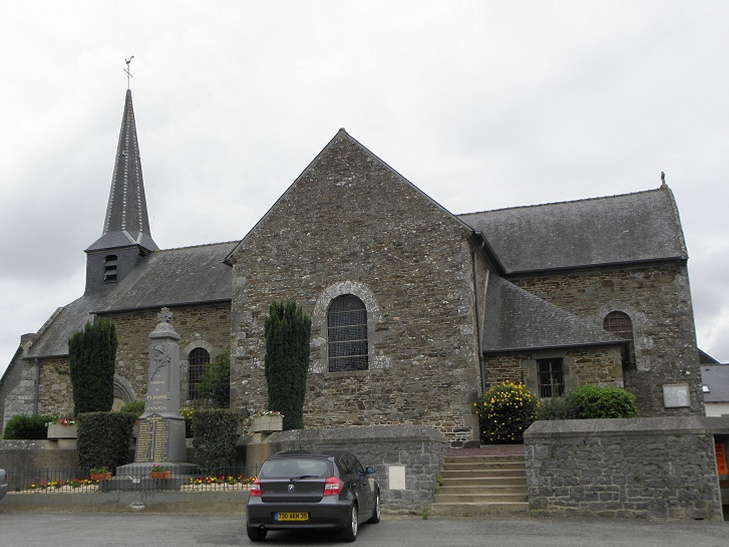
L'église paroissiale Saint-Martin.

- Église paroissiale Saint-Martin-de-Tours.
- Manoir du Prémorel.
- Château de la Motte Beaumanoir, construit au XVe siècle par la famille Bouvier, il est sur les deux communes de Plesder et Pleugueneuc.

## Personnalités liées à la commune
- Félicité Robert de Lamennais, qui a vécu avec son frère Jean-Marie-Robert de Lamennais au manoir de la Chesnaie, était un écrivain et philosophe français. Un des plus grands romantiques français, Maurice de Guérin vivra dans la communauté de la Congrégation de Saint-Pierre plusieurs mois[29].
- Hippolyte de La Morvonnais, né le 11 mars 1802 à Saint-Malo et mort le 4 juillet 1853 à Pleudihen-sur-Rance, « disciple » de Félicité Robert de Lamennais, était un poète français auteur de la Thébaïde des Grèves (1838).
- Louis de Lorgeril (1778-1842), homme politique, maire de Plesder, puis de Rennes de 1821 à 1830, député d'Ille-et-Vilaine en 1828.
- Henri Frotier de La Messelière (1876-1965), historien, généalogiste, héraldiste, né au manoir du Prémorel à Plesder.
- Patrick Roger (né en 1965), originaire de Plesder, journaliste et dirigeant français de radio et de télévision, directeur de France Info de 2007 à 2009.

## Héraldique
| Blason de Plesder | Blason  | Taillé : au 1er de gueules à quatre quarts d'annelets d'or adossés et accolés en croix, au 2e d'azur à l'arbre stylisé de sinople bordé d'argent ; à la cotice en barre d'or brochant sur la partition ; au chef d'argent chargé de quatre mouchetures d'hermine de sable et surmonté de pourpre. |
| Blason de Plesder | Détails | Le statut officiel du blason reste à déterminer. |